# Entandrophragma cylindricum
Entandrophragma cylindricum (hay Sapele, Saply) là một loài thực vật có hoa trong họ Meliaceae. Loài này được (Sprague) Sprague mô tả khoa học đầu tiên năm 1910.

## Hình ảnh

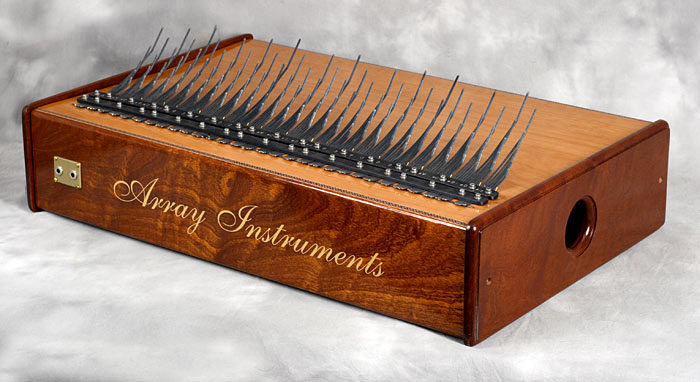
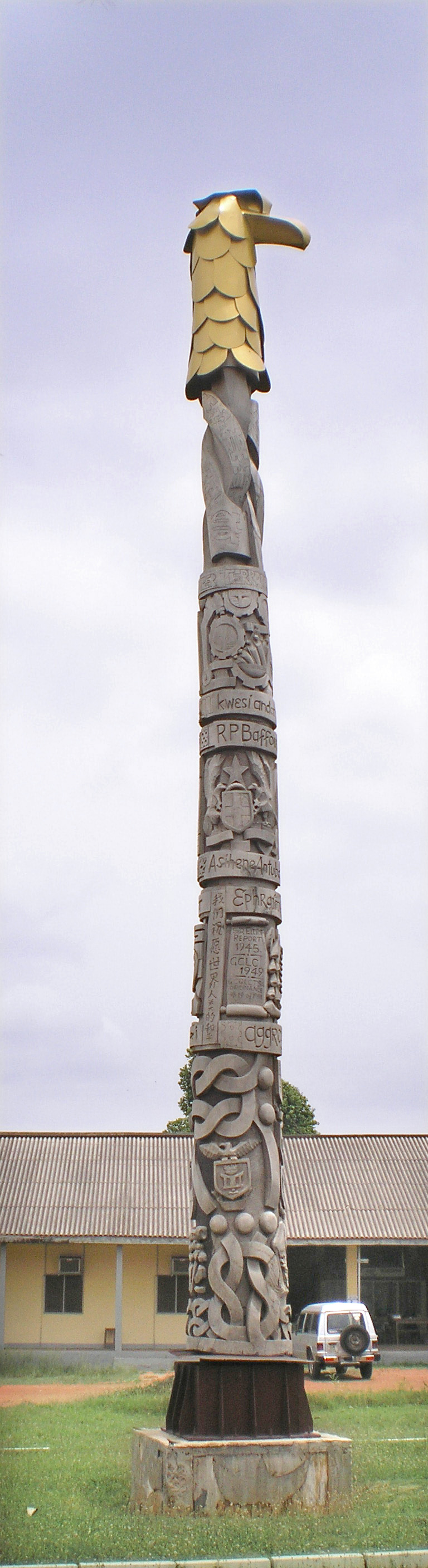